# Gynoplistia chadwicki
Gynoplistia chadwicki là một loài ruồi trong họ Limoniidae. Chúng phân bố ở miền Australasia.